# Ribeirão Bonito
Ribeirão Bonito – miasto i gmina w Brazylii, w stanie São Paulo. Znajduje się w mezoregionie Araraquara i mikroregionie São Carlos.